# Naiwne pytania
Naiwne pytania – piosenka zespołu Dżem z albumu Zemsta nietoperzy, wydana w 1985 roku.

## Opis
Utwór ten jest uważany za jeden z największych przebojów zespołu Dżem. Jednak jedna z najbardziej znanych wersji utworu została nagrana w katowickim Spodku w 1992 roku, a następnie umieszczona na płycie z tego koncertu pt. Wehikuł czasu – Spodek ’92. Tytuł utworu często błędnie jest nazywany od słów jego refrenu, które brzmią W życiu piękne są tylko chwile. Rzeczywista nazwa to Naiwne pytania. Słowa „W życiu piękne są tylko chwile” zostały wyryte na grobie Ryszarda Riedla w Tychach.
Utwór ukazał się również na płytach takich jak m.in.: Akustycznie – suplement (1994), Gwiazdy polskiej muzyki lat 80. (2007).

## Pozycje na listach przebojów
| Kraj   | Notowanie (1985)                   | Pozycja |
| ------ | ---------------------------------- | ------- |
| Polska | Lista przebojów Programu Trzeciego | 14      |

## Personel muzyczny
Dżem
- Ryszard Riedel – wokal
- Adam Otręba – gitara elektryczna
- Jerzy Styczyński – gitara elektryczna
- Paweł Berger – instrumenty klawiszowe
- Beno Otręba – gitara basowa

Muzycy sesyjni
- Aleksander Korecki – saksofon
- Krzysztof Przybyłowicz – perkusja

## Inne wykonania
- Krzysztof Respondek – podczas 3. edycji programu Jak oni śpiewają w 2008 roku.
- Magdalena Bałdych – podczas 2. edycji programu The Voice of Poland w 2013 roku[1].
- Jakub Kutek – podczas 2. edycji programu The Voice of Poland w 2013 roku.